# Hall of Fame Open
Infosys Hall of Fame Open er en international tennisturnering, der er blevet afholdt hvert år i juli måned siden 1976 i International Tennis Hall of Fame i Newport, Rhode Island, det oprindelige sted for de amerikanske nationale mesterskaber. Begivenheden blev fjernet fra 2025 ATP-kalenderen.

## Tidligere finaler

### Singler
| År   | Vinder                           | Finalist                         | Score                            |
| ---- | -------------------------------- | -------------------------------- | -------------------------------- |
| 1976 | Vijay Amritraj                   | Brian Teacher                    | 6–3, 4–6, 6–3, 6–1               |
| 1977 | Tim Gullikson                    | Hank Pfister                     | 6–4, 6–4, 5–7, 6–2               |
| 1978 | Bernard Mitton                   | John James                       | 6–1, 3–6, 7–6                    |
| 1979 | Brian Teacher                    | Stan Smith                       | 1–6, 6–3, 6–4                    |
| 1980 | Vijay Amritraj (2)               | Andrew Pattison                  | 6–1, 5–7, 6–3                    |
| 1981 | Johan Kriek                      | Hank Pfister                     | 3–6, 6–3, 7–5                    |
| 1982 | Hank Pfister                     | Mike Estep                       | 6–1, 7–5                         |
| 1983 | John Fitzgerald                  | Scott Davis                      | 2–6, 6–1, 6–3                    |
| 1984 | Vijay Amritraj (3)               | Tim Mayotte                      | 3–6, 6–4, 6–4                    |
| 1985 | Tom Gullikson                    | John Sadri                       | 6–3, 7–5                         |
| 1986 | Bill Scanlon                     | Tim Wilkison                     | 7–5, 6–4                         |
| 1987 | Dan Goldie                       | Sammy Giammalva Jr.              | 6–7, 6–4, 6–4                    |
| 1988 | Wally Masur                      | Brad Drewett                     | 6–2, 6–1                         |
| 1989 | Jim Pugh                         | Peter Lundgren                   | 6–4, 4–6, 6–2                    |
| 1990 | Pieter Aldrich                   | Darren Cahill                    | 7–6, 1–6, 6–1                    |
| 1991 | Bryan Shelton                    | Javier Frana                     | 3–6, 6–4, 6–4                    |
| 1992 | Bryan Shelton (2)                | Alex Antonitsch                  | 6–4, 6–4                         |
| 1993 | Greg Rusedski                    | Javier Frana                     | 7–5, 6–7(7–9), 7–6(7–5)          |
| 1994 | David Wheaton                    | Todd Woodbridge                  | 6–4, 3–6, 7–6(7–5)               |
| 1995 | David Prinosil                   | David Wheaton                    | 7–6(7–3), 5–7, 6–2               |
| 1996 | Nicolás Pereira                  | Grant Stafford                   | 4–6, 6–4, 6–4                    |
| 1997 | Sargis Sargsian                  | Brett Steven                     | 7–6(7–0), 4–6, 7–5               |
| 1998 | Leander Paes                     | Neville Godwin                   | 6–3, 6–2                         |
| 1999 | Chris Woodruff                   | Kenneth Carlsen                  | 6–7(5–7), 6–4, 6–4               |
| 2000 | Peter Wessels                    | Jens Knippschild                 | 7–6(7–3), 6–3                    |
| 2001 | Neville Godwin                   | Martin Lee                       | 6–1, 6–4                         |
| 2002 | Taylor Dent                      | James Blake                      | 6–1, 4–6, 6–4                    |
| 2003 | Robby Ginepri                    | Jürgen Melzer                    | 6–4, 6–7(3–7), 6–1               |
| 2004 | Greg Rusedski (2)                | Alexander Popp                   | 7–6(7–5), 7–6(7–2)               |
| 2005 | Greg Rusedski (3)                | Vince Spadea                     | 7–6(7–3), 2–6, 6–4               |
| 2006 | Mark Philippoussis               | Justin Gimelstob                 | 6–3, 7–5                         |
| 2007 | Fabrice Santoro                  | Nicolas Mahut                    | 6–4, 6–4                         |
| 2008 | Fabrice Santoro (2)              | Prakash Amritraj                 | 6–3, 7–5                         |
| 2009 | Rajeev Ram                       | Sam Querrey                      | 6–7(3–7), 7–5, 6–3               |
| 2010 | Mardy Fish                       | Olivier Rochus                   | 5–7, 6–3, 6–4                    |
| 2011 | John Isner                       | Olivier Rochus                   | 6–3, 7–6(8–6)                    |
| 2012 | John Isner (2)                   | Lleyton Hewitt                   | 7–6(7–1), 6–4                    |
| 2013 | Nicolas Mahut                    | Lleyton Hewitt                   | 5–7, 7–5, 6–3                    |
| 2014 | Lleyton Hewitt                   | Ivo Karlović                     | 6–3, 6–7(4–7), 7–6(7–3)          |
| 2015 | Rajeev Ram (2)                   | Ivo Karlović                     | 7–6(7–5), 5–7, 7–6(7–2)          |
| 2016 | Ivo Karlović                     | Gilles Müller                    | 6–7(2–7), 7–6(7–5), 7–6(14–12)   |
| 2017 | John Isner (3)                   | Matthew Ebden                    | 6–3, 7–6(7–4)                    |
| 2018 | Steve Johnson                    | Ramkumar Ramanathan              | 7–5, 3–6, 6–2                    |
| 2019 | John Isner (4)                   | Alexander Bublik                 | 7–6(7–2), 6–3                    |
| 2020 | Aflyst grundet COVID-19 pandemic | Aflyst grundet COVID-19 pandemic | Aflyst grundet COVID-19 pandemic |
| 2021 | Kevin Anderson                   | Jenson Brooksby                  | 7–6(10–8), 6–4                   |
| 2022 | Maxime Cressy                    | Alexander Bublik                 | 2–6, 6–3, 7–6(7–3)               |
| 2023 | Adrian Mannarino                 | Alex Michelsen                   | 6–2, 6–4                         |
| 2024 | Marcos Giron                     | Alex Michelsen                   | 6–7(4–7), 6–3, 7–5               |

### Doubles
| År   | Vinder                               | Finalist                                  | Score                      |
| ---- | ------------------------------------ | ----------------------------------------- | -------------------------- |
| 1977 | Ismail El Shafei Brian Fairlie       | Tim Gullikson Tom Gullikson               | 6–7, 6–3, 7–6              |
| 1978 | Tim Gullikson Tom Gullikson          | Colin Dibley Bob Giltinan                 | 6–4, 6–4                   |
| 1979 | Bob Lutz Stan Smith                  | John James Chris Kachel                   | 6–4, 7–6                   |
| 1980 | Andrew Pattison Butch Walts          | Fritz Buehning Peter Rennert              | 7–6, 6–4                   |
| 1981 | Brad Drewett Erik van Dillen         | Kevin Curren Billy Martin                 | 6–2, 6–4                   |
| 1982 | Andy Andrews John Sadri              | Syd Ball Rod Frawley                      | 3–6, 7–6, 7–5              |
| 1983 | Vijay Amritraj John Fitzgerald       | Tim Gullikson Tom Gullikson               | 6–3, 6–4                   |
| 1984 | David Graham Laurie Warder           | Ken Flach Robert Seguso                   | 6–4, 7–6                   |
| 1985 | Peter Doohan Sammy Giammalva Jr.     | Paul Annacone Christo van Rensburg        | 6–1, 6–3                   |
| 1986 | Vijay Amritraj (2) Tim Wilkison      | Eddie Edwards Francisco González          | 4–6, 7–5, 7–6              |
| 1987 | Dan Goldie Larry Scott               | Chip Hooper Mike Leach                    | 1–6, 6–3, 7–5              |
| 1988 | Kelly Jones Peter Lundgren           | Scott Davis Dan Goldie                    | 6–3, 7–6                   |
| 1989 | Patrick Galbraith Brian Garrow       | Neil Broad Stefan Kruger                  | 2–6, 7–5, 6–3              |
| 1990 | Darren Cahill Mark Kratzmann         | Todd Nelson Bryan Shelton                 | 7–6, 6–2                   |
| 1991 | Gianluca Pozzi Brett Steven          | Javier Frana Bruce Steel                  | 6–4, 6–4                   |
| 1992 | Royce Deppe David Rikl               | Paul Annacone David Wheaton               | 6–4, 6–4                   |
| 1993 | Javier Frana Christo van Rensburg    | Byron Black Jim Pugh                      | 4–6, 6–1, 7–6              |
| 1994 | Alex Antonitsch Greg Rusedski        | Kent Kinnear David Wheaton                | 6–4, 3–6, 6–4              |
| 1995 | Jörn Renzenbrink Markus Zoecke       | Paul Kilderry Nuno Marques                | 6–1, 6–2                   |
| 1996 | Marius Barnard Piet Norval           | Paul Kilderry Michael Tebbutt             | 6–7, 6–4, 6–4              |
| 1997 | Justin Gimelstob Brett Steven        | Kent Kinnear Aleksandar Kitinov           | 6–3, 6–4                   |
| 1998 | Doug Flach Sandon Stolle             | Scott Draper Jason Stoltenberg            | 6–2, 4–6, 7–6              |
| 1999 | Wayne Arthurs Leander Paes           | Sargis Sargsian Chris Woodruff            | 6–7, 7–6, 6–3              |
| 2000 | Jonathan Erlich Harel Levy           | Kyle Spencer Mitch Sprengelmeyer          | 7–6(7–2), 7–5              |
| 2001 | Bob Bryan Mike Bryan                 | André Sá Glenn Weiner                     | 6–3, 7–5                   |
| 2002 | Bob Bryan (2) Mike Bryan (2)         | Jürgen Melzer Alexander Popp              | 7–5, 6–3                   |
| 2003 | Jordan Kerr David Macpherson         | Julian Knowle Jürgen Melzer               | 7–6(7–4), 6–3              |
| 2004 | Jordan Kerr (2) Jim Thomas           | Gregory Carraz Nicolas Mahut              | 6–3, 6–7(5–7), 6–3         |
| 2005 | Jordan Kerr (3) Jim Thomas (2)       | Graydon Oliver Travis Parrott             | 7–6(7–5), 7–6(7–5)         |
| 2006 | Robert Kendrick Jürgen Melzer        | Jeff Coetzee Justin Gimelstob             | 7–6(7–3), 6–0              |
| 2007 | Jordan Kerr (4) Jim Thomas (3)       | Nathan Healey Igor Kunitsyn               | 6–3, 7–5                   |
| 2008 | Mardy Fish John Isner                | Rohan Bopanna Aisam-ul-Haq Qureshi        | 6–4, 7–6(7–1)              |
| 2009 | Jordan Kerr (5) Rajeev Ram           | Michael Kohlmann Rogier Wassen            | 6–7(6–8), 7–6(7–9), [10–6] |
| 2010 | Carsten Ball Chris Guccione          | Santiago González Travis Rettenmaier      | 6–3, 6–4                   |
| 2011 | Matthew Ebden Ryan Harrison          | Johan Brunström Adil Shamasdin            | 4–6, 6–3, [10–5]           |
| 2012 | Santiago González Scott Lipsky       | Colin Fleming Ross Hutchins               | 7–6(7–3), 6–3              |
| 2013 | Nicolas Mahut Édouard Roger-Vasselin | Tim Smyczek Rhyne Williams                | 6–7(4–7), 6–2, [10–5]      |
| 2014 | Chris Guccione (2) Lleyton Hewitt    | Jonathan Erlich Rajeev Ram                | 7–5, 6–4                   |
| 2015 | Jonathan Marray Aisam-ul-Haq Qureshi | Nicholas Monroe Mate Pavić                | 4–6, 6–3, [10–8]           |
| 2016 | Sam Groth Chris Guccione (3)         | Jonathan Marray Adil Shamasdin            | 6–4, 6–3                   |
| 2017 | Aisam-ul-Haq Qureshi Rajeev Ram (2)  | Matt Reid John-Patrick Smith              | 6–4, 4–6, [10–7]           |
| 2018 | Jonathan Erlich Artem Sitak          | Marcelo Arévalo Miguel Ángel Reyes-Varela | 6–1, 6–2                   |
| 2019 | Marcel Granollers Sergiy Stakhovsky  | Marcelo Arévalo Miguel Ángel Reyes-Varela | 6–7(10–12), 6–4, [13–11]   |
| 2020 | Aflyst pga. COVID-19                 | Aflyst pga. COVID-19                      | Aflyst pga. COVID-19       |
| 2021 | William Blumberg Jack Sock           | Austin Krajicek Vasek Pospisil            | 6–2, 7–6(7–3)              |
| 2022 | William Blumberg Steve Johnson       | Raven Klaasen Marcelo Melo                | 6–4, 7–5                   |
| 2023 | Nathaniel Lammons Jackson Withrow    | William Blumberg Max Purcell              | 6–3, 5–7, [10–5]           |
| 2024 | André Göransson Sem Verbeek          | Robert Cash James Tracy                   | 6–3, 6–4                   |